# Fürstenstand (Plabutsch)
Der Fürstenstand ist der 754 m ü. A. hohe Hauptgipfel des Plabutsch, dem Hausberg von Graz in der Steiermark. Direkt auf dem Gipfel steht die Fürstenstandwarte, ein historischer Aussichtsturm aus Stein, der 2023/2024 einen Aufbau mit Dach aus Stahl und Holz erhielt.

## Lage und Landschaft
Der Plabutsch, als Stock im engeren Sinne, erhebt sich westlich über Graz und dem Grazer Becken, etwa 400 Meter über der Stadt. Er fällt allseitig vergleichsweise steil ab, nur gegen Süden läuft er mit abnehmender Höhe gegen den Buchkogel (659 m, mit Rudolfswarte) und die Kaiserwaldterrasse aus. Sein Kulminationspunkt erhebt sich am Nordabbruch über dem Thaler Bach bei Gösting und wird Fürstenstand genannt. Die südliche Erhebung heißt Mühlberg (720 m). Nach der Einsattelung des Orts Plabutsch folgt im Zug der Gaisberg 636 m. Der östliche Vorberg ist die Hubertushöhe (562 m, mit Kernstockwarte).
Nördlich jenseits des Thaler Bachs liegt der Göstinger Ruinenberg mit dem Jungfernsprung, westlich der Frauenkogel 561 m, beides Vorberge des Steinkogels (742 m) am Gratkorner Becken, und der Madersberg 540 m schon bei Thal.

## Geschichte, Erschließung und Baulichkeiten
Der Berg hieß im 15. Jahrhundert Grafenperg, im 19. Jahrhundert allgemein Bauernkogel, erst später verbreitete sich Blawutsch oder Plawutsch, was sich entweder aus einer keltischen Wurzel bla- für einen Bergbauort ableitet, in Bezug auf vage Hinweise auf einen vorrömischen Kupfer- und Eisenabbau, oder einem slawischen Personennamen Blagota, wohl auf die Ortslage des Plabutschdörfls bezogen. Fürstenstand ist als Gipfelname in der Österreichischen Karte verzeichnet, Plabutsch als Flurname der Gipfelregion vom Fürstenstand bis zum Mühlberg.
Direkt am Gipfel steht eine Aussichtswarte, die Fürstenwarte mit einem angeschlossenen Gastronomiebetrieb. Die Stätte ist über eine etwa 5 km lange Straße von Graz-Wetzelsdorf über den Gaisbergsattel (Herrgott auf der Wies) zu erreichen.
Von 1954 bis 1971 führte ein Sessellift von Gösting bis zur Warte, dieser wurde 1980 abgebaut, die Trasse und die Talstation sind aber noch immer vorhanden.
Am 7. November 2018 wurde im Rahmen einer Pressekonferenz im Grazer Gemeinderat der Bau einer neuen Seilbahnanlage beschlossen. Die Trasse wird auf Höhe Peter-Tunner-Gasse über den Plabutsch bis nach Thal zum Thalersee führen. Die Gesamtkosten sollten sich auf rund 35 Mio. Euro belaufen. Die Fertigstellung war für Frühjahr 2022 geplant, das Projekt wurde jedoch im Mai 2020 aufgrund der Covid-Pandemie abgesagt.

## Aussichtswarte Fürstenstand

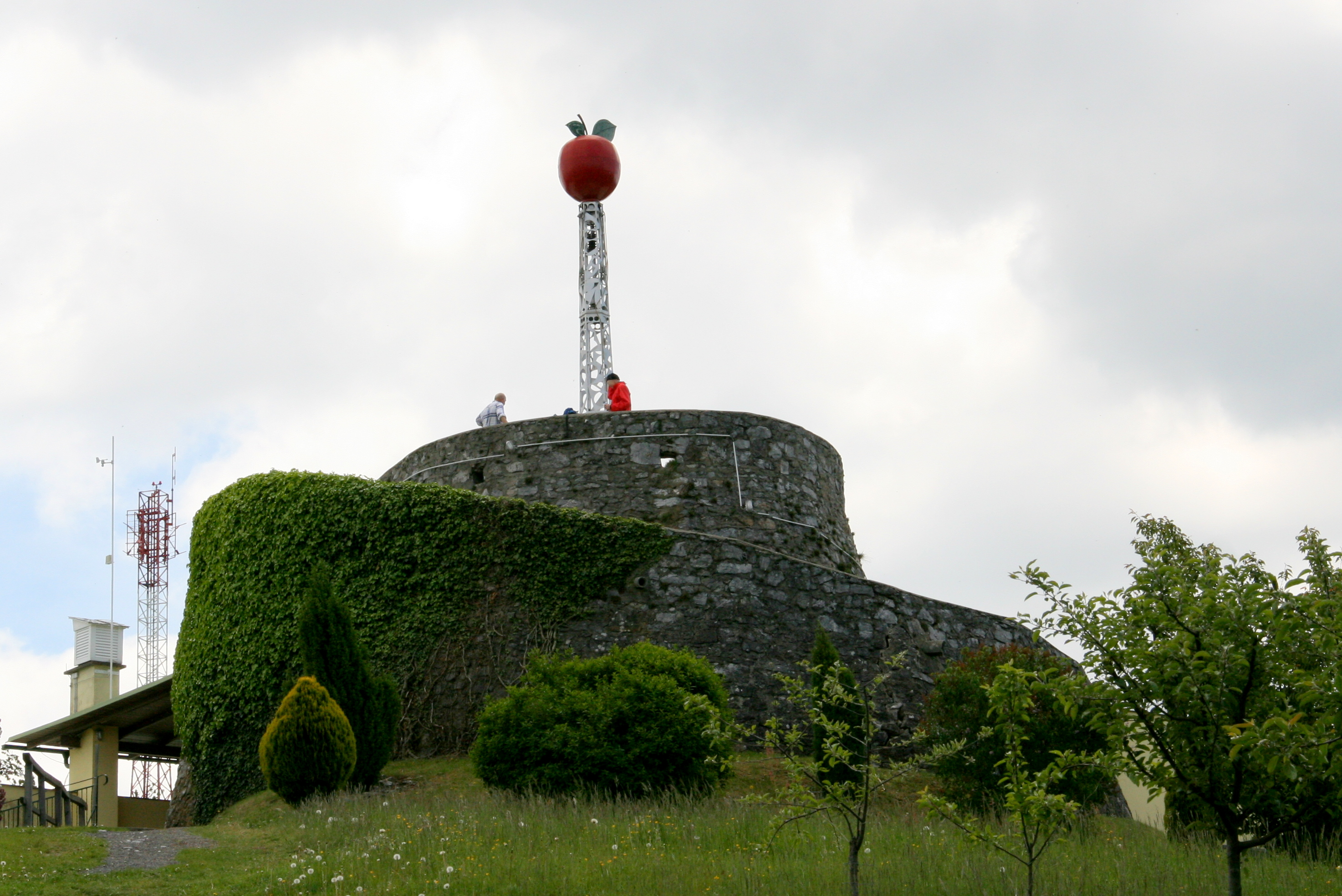
Aussichtswarte vor der Umgestaltung 2024

Der Fürstenstand, auch Fürstenwarte genannt, hat seine Wurzeln im frühen 19. Jahrhundert. Nach einem Besuch von Kaiser Franz I. und dessen Gemahlin Karoline im Jahr 1830 wurde Anfang Mai 1839 eine Holzwarte mit Steinfundament errichtet. Der kaiserliche Besuch in seiner Rolle als Steirischer Landesfürst gab der Warte den Namen, eine Gedenktafel erinnert daran.
1852 wurde der hölzerne Turm gegen eine Warte aus Stein getauscht. Die für Aussichtswarten unübliche Schneckenform aus trockenem Gestein, die bis in die Gegenwart erhalten ist, ähnelt in ihrer Bauweise der Kernstockwarte. Die Bauleitung übernahm Franz Hauberisser, der den Plan von Johann Neuwerth ausführte. Bis 1888 hielt die Konstruktion. Die Verwirklichung eines „Bismarck-Turmes“ verhinderte der Ausbruch des Ersten Weltkrieges, die 1934 errichtete Warte stürzte bereits 1937 wieder ein.
Nach dem Wiederaufbau hieß der Fürstenstand zur Zeit des Nationalsozialismus Adolf-Hitler-Turm; die entsprechende Genehmigung wurde Anfang April 1938 von Staatsminister und Chef der Präsidialkanzlei
des „Führers und Reichskanzlers“ Otto Meissner erteilt. Die offizielle „feierliche Namensgebung“ fand am 26. Juni 1938 statt.
Ab 1943 fand er als Flakturm Verwendung. Am 16. August 1950 erwarb Herbert Schuen, Kaufmann in Graz vom Alpenverein die Liegenschaft EZ 359 KG Gösting mit dem Fürstenstand, der öffentlich zugänglich war. Im Zuge des Erwerbes verpflichtete sich der Käufer die auf dem Kaufgegenstand stehende Aussichtswarte „Fürstenstand“ auch weiterhin in einwandfreiem Zustand auf seine Kosten zu erhalten und dass diese Aussichtswarte der Benützung durch die Öffentlichkeit samt den Zugängen von den Grundgrenzen an weiterhin zugänglich erhalten wird.
Seit Sommer 2014 ist der Fürstenstand wegen Einsturzgefahr mit einer Absperrung versehen. Während die Besitzer der Aussichtswarte (Familie Mausser, die den angrenzenden Bergheurigen betrieb) aufgrund des öffentlichen Zugangs forderten, dass die Stadt für die Renovierung aufkommen sollte, verwies das Bürgermeisterbüro hingegen darauf, dass die Initiative vom privaten Besitzer ausgehen müsse.
Im Juni 2022 kaufte eine Tochtergesellschaft der Anton Paar Group das Grundstück samt Buschenschank und hat angekündigt, die Warte zu sanieren. Seit Mai 2024 ist die sanierte Warte, eine Stahl-Holzkonstruktion, samt Gaststätte und erneuerter Infrastruktur für Wanderer und Fahrradfahrer wieder für die Öffentlichkeit zugänglich. Es gibt auch Überlegungen zu einer Neuerrichtung eines Sesselliftes an der alten Trasse.
Die Warte steht unter Denkmalschutz (Listeneintrag).